# جان تورود
جان تورود (انگلیسی: John Torode؛ زادهٔ ۲۳ ژوئیهٔ ۱۹۶۵) مجری تلویزیون اهل بریتانیا است.
از فیلم‌ها یا مجموعه‌های تلویزیونی که وی در آن‌ها نقش داشته‌است، می‌توان به مسترشف اشاره نمود.